# Grânulo (biologia celular)

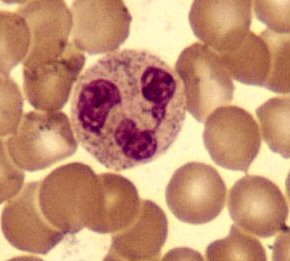
Neutrófilo com grânulos visíveis em seu citoplasma.

Grânulo, na biologia celular, é uma partícula pequena. Ele pode ser qualquer partícula visível em microscópio óptico, sendo frequentemente usado para descrever vesículas secretoras. Os grânulos citoplasmáticos são, geralmente, os responsáveis pelo armazenamento do produto das secreções das células glandulares.Células leucócitos como os neutrófilos, eosinófilos e basófilos possuem grânulos.